# Zêzere
Zêzere är en biflod till Tajo, belägen i mellersta Portugal. Flodens högsta punkt liger i Serra da Estrela, nära Torre, den högsta punkten på det portugisiska fastlandet. Zêzere rinner genom staden Manteigas, passerar söder om staden Covilhã och öster om staden Pedrógão Grande. Den uppgår i floden Tajo vid staden Constância. Flodens höjdskillnad tillåter användning av vattenkraft. Kraftverken är belägna i Bouçã, Cabril och Castelo de Bode, den sistnämnda har en stor reservoar.